# Yasemin Şamdereli
Yasemin Şamdereli (15 de julio de 1973, Dortmund, Alemania Occidental) es una actriz, guionista y directora de cine alemana. Su película Almanya - Willkommen in Deutschland  se estrenó en los Estados Unidos en el Berlin & Beyond Film Festival en San Francisco el 20 de octubre de 2011.

## Biografía
Yasemin Şamdereli nació en Dortmund, Alemania Occidental, el 15 de julio de 1973, en una familia de origen kurdo zaza. Estudió en la Universidad de Cine y Televisión de Múnich desde 1993 hasta 2000. De 1994 a 1998, trabajó como colaboradora autónoma para Bavaria-Film. Hasta 2002 trabajó como asistente de dirección de películas de cine internacional, incluidas las películas de Jackie Chan Jackie Chan is Nobody (1998) y Spy Against Will (2001).

## Trayectoria profesional
En 2002 dirigió la comedia televisiva Alles betürkt!. Fue la coguionista del exitoso programa de televisión Turco para principiantes. También apareció como actriz en el cortometraje Delicious en 2004. Recibió el premio Filmpreis alemán en 2011 por su película Almanya - Willkommen in Deutschland .

### Actriz
| Película | Película                  | Película |
| Año      | Película                  |          |
| -------- | ------------------------- | -------- |
| 2012     | Cinema 3                  |          |
| 2011     | The Fabulous Picture Show |          |
| 2004     | Delicious                 |          |

### Directora
| Año  | Película                            | Notas    |
| ---- | ----------------------------------- | -------- |
| 2011 | Almanya - Willkommen en Deutschland | Película |
| 2007 | Ich Chef du nix                     | TV       |
| 2004 | Sextasy                             | Película |
| 2002 | Alles getürkt!                      | TV       |
| 2000 | Kismet                              | Película |
| 1996 | Kreuz y quer                        | Película |

### Guionista
| Año  | Película              |
| ---- | --------------------- |
| 2006 | Türkisch für Anfänger |
| 2004 | Sextasy               |
| 2002 | Alles getürkt!        |
| 2000 | Kismet                |